# Kathleen McKane Godfree
Kathleen McKane Godfree, Kitty Godfree (ur. 7 maja 1896 w Londynie, zm. 19 czerwca 1992 w Londynie) – brytyjska tenisistka, zwyciężczyni Wimbledonu w grze pojedynczej i mieszanej, mistrzyni olimpijska w grze podwójnej.
Praworęczna, grająca dynamicznie zawodniczka była obok Dorothy Round jedyną reprezentantką gospodarzy, której udało się dwukrotnie triumfować na Wimbledonie po I wojnie światowej. W obu zwycięskich finałach popisywała się udanymi powrotami do meczu – w 1924 pokonała Helen Wills Moody 4:6, 6:4, 6:4 mimo prowadzenia rywalki 6:4, 4:1, a dwa lata później okazała się lepsza od Hiszpanki Lilí Álvarez 6:2, 4:6, 6:3, wygrywając ostatnie pięć gemów z rzędu. Finał z 1924 był jedynym meczem, który w swoich dziewięciu wimbledońskich startach przegrała Wills Moody. McKane Godfree uczestniczyła w turniejach na Wimbledonie w latach 1919–1934 (bilans startów w singlu 38 zwycięstw, 11 porażek, w deblu 33 zwycięstwa, 12 porażek, w mikście 40 zwycięstw, 12 porażek), będąc poza wspomnianymi wyżej w finale w 1923, kiedy pokonała Elizabeth Ryan 1:6, 6:2, 6:4 w półfinale, by w decydującym meczu ulec Suzanne Lenglen 2:6, 2:6. W pozostałych konkurencjach Wimbledonu była trzy razy w finałach debla (1922 z siostrą Margaret McKane Stocks, 1924 z Phyllis Howkins Covell, 1926 z Evelyn Colyer), wygrała grę mieszaną dwa razy (1924 z Johnem Brianem Gilbertem, 1926 z mężem Lesliem Godfree) oraz była w finale miksta w 1927 (z mężem). Państwo Godfree byli pierwszą parą małżeńską, która triumfowała na Wimbledonie. W finale miksta w 1924 Kitty McKane (jeszcze niezamężna) okazała się lepsza od Lesliego Godfree, grającego w parze z Dorothy Shepherd Barron. W 1931 McKane Godfree była pierwszą wimbledońską przeciwniczką Polki Jadwigi Jędrzejowskiej. Doświadczona Brytyjka, starsza od przeciwniczki o szesnaście lat, odniosła zwycięstwo w trzech setach.
Najważniejszymi sukcesami McKane Godfree na pozostałych imprezach wielkoszlemowych były finały mistrzostw USA w 1925 (porażka z Helen Wills 6:3, 0:6, 2:6) i mistrzostw Francji także w 1925 (w pierwszym turnieju paryskim o charakterze międzynarodowym, porażka z Suzanne Lenglen 1:6, 2:6). W ćwierćfinale mistrzostw USA w 1923 postawiła zacięty opór późniejszej zwyciężczyni Wills, przegrywając ostatecznie 6:2, 2:6, 5:7 (wyrównała w decydującym secie z 2:5 na 5:5). Dwa lata później w drodze do finału pokonała czołowe zawodniczki Ryan i Mollę Mallory. W mistrzostwach USA odniosła dwa zwycięstwa w deblu (1923 z Phyllis Howkins Covell, 1927 z Ermyntrude Harvey) i jedno zwycięstwo w mikście (1925, z Johnem Hawkesem). Z Hawkesem była w finale miksta w 1923 (porażka z Mallory i Tildenem).
W latach 1923–1926 występowała regularnie w reprezentacji Wielkiej Brytanii w Pucharze Wightman. W inauguracyjnej edycji tej imprezy w 1923 w Nowym Jorku uległa Amerykankom Wills i Mallory, a trofeum pozostało w rękach USA. W 1924 McKane Godfree zrewanżowała się obu rywalkom (uwzględniając zwycięstwo nad Wills w finale Wimbledonu w tymże roku Brytyjka stała się jedyną zawodniczką, która pokonała dwukrotnie w ciągu jednego sezonu słynną Amerykankę) i Puchar Wightman zdobyła Wielka Brytania, po zaskakująco wysokim zwycięstwie 6:1. W 1925 Brytyjki obroniły puchar (McKane pokonała Mallory, a uległa Wills), w 1926 trofeum powróciło do USA (mimo dwóch singlowych punktów McKane Godfree, która pokonała Mary K. Browne i Elizabeth Ryan). Ponownie McKane Godfree znalazła się w składzie ekipy w Pucharze Wightman w 1930 i 1934, już tylko jako deblistka. W 1930 w parze z Phoebe Holcroft Watson pokonała Sarah Palfrey i Edith Cross, a Brytyjki wygrały mecz pucharowy 4:3. W 1934 Amerykanki triumfowały 5:2, a McKane Godfree (w parze z Betty Nuthall) uległa Helen Jacobs i Sarah Palfrey.
W rankingu światowym, prowadzonym przez „Daily Telegraph” od 1925, Brytyjka znalazła się trzy razy w czołowej dziesiątce (1925–1927). W 1926 została uznana za drugą rakietę świata, za Suzanne Lenglen, a przed Lili de Alvarez.
Startując w dwóch olimpiadach (Antwerpia 1920, Paryż 1924) zdobyła łącznie pięć medali. W 1920 została mistrzynią olimpijską w deblu (z Winifred McNair), wicemistrzynią w mikście (z Maxem Woosnamem) oraz sięgnęła po brąz w singlu. W Paryżu w 1924 z Phyllis Covell zdobyła srebro w deblu i ponownie brąz w singlu. Ponad 60 lat później była gościem igrzysk w Seulu (1988), gdzie tenis powrócił do rodziny sportów olimpijskich. Dopuszczenie do rywalizacji olimpijskiej graczy zawodowych sędziwa Brytyjka oceniła jako „znak czasów”.
W 1977 Kathleen Godfree uczestniczyła – jako dawna mistrzyni – w uroczystości 100-lecia Wimbledonu i otrzymała pamiątkowy medal. Rok później została uhonorowana miejscem w Międzynarodowej Tenisowej Galerii Sławy.
Sukcesy w turniejach wielkoszlemowych:
- Wimbledon
  - gra pojedyncza – wygrane 1924, 1926, finał 1923
  - gra podwójna – finały 1922 (z Margaret McKane Stocks), 1924 (z Phyllis Howkins Covell), 1926 (z Evelyn Colyer)
  - gra mieszana – wygrane 1924 (z J. Brianem Gilbertem), 1926 (z Lesliem Godfree), finał 1927 (z Lesliem Godfree)
- mistrzostwa Francji
  - gra pojedyncza – finał 1925
- mistrzostwa USA
  - gra pojedyncza – finał 1925
  - gra podwójna – wygrane 1923 (z Phyllis Howkins Covell), 1927 (z Ermyntrude Harvey)
  - gra mieszana – wygrana 1925, finał 1923 (oba z Johnem Hawkesem)